# Pedral
Pedral ist eine Rotweinsorte. Die Sorte stammt von der Iberischen Halbinsel, also von Spanien oder Portugal. In Portugal ist ihr Anbau in den Regionen Douro und Minho empfohlen. In Spanien ist sie in der galicischen Provinz Pontevedra zugelassen. In Frankreich und Italien fand man ebenfalls kleine Anpflanzungen. In Portugal wurde in den 1990er Jahren eine bestockte Rebfläche von 314 Hektar erhoben.
Die spätreifende und wuchskräftige Sorte ergibt Weine mit geringem Alkoholgehalt und einer schönen roten Farbe. Sie wird daher meist in Verschnitten mit anderen Sorten verwendet und findet Eingang in der roten Varianten des Vinho Verde.

## Synonyme
Die Rebsorte Pedral ist auch unter den Namen Alvarinho Tinto, Cainho, Cainho dos Milagres, Cainho Espanhol, Castelão, Padral, Pardal, Pédral Noir, Pedrol, Pégudo und Perna de Perdiz bekannt.